# جوان كالاهان
جوان كالاهان (بالإنجليزية: Joan Callahan)‏ هي فيلسوفة أمريكية، ولدت في 1946، وتوفيت في 6 يونيو 2019 بسبب سرطان الكبد.